# Rozhanovce
Rozhanovce (in ungherese Rozgony) è un comune della Slovacchia facente parte del distretto di Košice-okolie, nella regione di Košice.